# Lovie Austin
Lovie Austin, geboren als Cora Calhoun (Chattanooga, 19 september 1887 - Chicago, 10 juli 1972) was een Amerikaanse blues- en jazz-pianiste, bandleider, arrangeur en componiste in het klassieke bluestijdperk, in de jaren twintig van de twintigste eeuw. Ze was met Lil Hardin Armstrong een van de belangrijkste pianisten in die tijd. Mary Lou Williams noemde haar als een van de belangrijkste invloedbronnen.

## Vaudeville en bluesplaten
Austin studeerde muziektheorie aan Roger Williams University en Knoxville College in Nashville. Ze begeleidde haar man in het vaudeville-circuit en had een eigen show, waarmee ze in Club Alabam in New York stond. Rond 1923 vestigde ze zich in Chicago, waar ze voor de rest van haar leven zou wonen en werken. Ze leidde hier de studiogroep Blues Serenaders, waarmee ze in de periode 1924-1926 platen opnam. In de band werkten mannen als Tommy Ladnier, Natty Dominique, Kid Ory, Johnny Dodds en (eveneens een heer) Shirley Clay. Als huispianist van Paramount Records begeleidde ze (tot 1926) blueszangeressen als Ma Rainey ("Moonshine Blues"), Ida Cox ("Wild Women Don't Have the Blues") en Alberta Hunter ("Sad 'n Lonely Blues"). Voor Bessie Smith schreef ze de "Graveyard Blues" en samen met Alberta Hunter componeerde ze de klassieker "Downhearted Blues", die Hunter in 1922 opnam voor Paramount en een jaar later door Bessie Smith werd vereeuwigd, haar debuutsingle. In de jaren twintig werkte Austin ook samen met Louis Armstrong. Na deze periode was ze veel minder te vinden in de opnamestudio.

## Theaterorkest
Begin jaren dertig was de klassieke blues al min of meer uit de tijd en werd Austin leidster van het orkest in het 'Monogram Theater', waar alle toenmalige acts van het Theater Owners Booking Association optraden. Ze was dit meer dan twintig jaar en jazzpianiste Mary Lou Williams zag haar daar werken. Later herinnerde ze zich "...deze grote vrouw in de bak leiding geven aan een groep van vijf of zes man, een sigaret in haar mond en haar benen over elkaar, leiding geven aan de show met de linkerhand en met haar rechterhand muziek schrijven voor de volgende act". Na de Tweede Wereldoorlog (waarin ze werkte in een oorlogsfabriek) was ze pianist bij een dansschool, maar af en toe trad ze op. In 1961 maakte ze haar laatste opnames, in het kader van Riverside's Chicago: The Living Legends-serie. Ze begeleidde hierop een oude bekende, Alberta Hunter.

## Discografie
- Alberta Hunter with Lovie Austin's Blues Serenaders, Allegro Corporation, 1961
- Lovie Austin 1924-1926 (september 1924-augustus 1926), Chronological Classics, 1994 ('Albumpick' Allmusic)